# Tarragona (Davao Oriental)
Tarragona é um município de  terceira classe de renda municipal (d) na província Davao Oriental, nas Filipinas. De acordo com o censo de 1 de maio  de  2020 possui uma população de 26 996 pessoas e 5 632 domicílios.